# Joseph Jahnel
Joseph Jahnel (* 1. November 1834 in Bischofswalde, Kreis Neisse, Provinz Schlesien; † 11. Juli 1897 in Berlin) war Fürstbischöflicher Delegat für Brandenburg und Pommern und Propst der St.-Hedwigs-Kathedrale in Berlin.

## Leben und Werk
Joseph Jahnel entstammte einer schlesischen Bauernfamilie. Nach dem Besuch des katholischen Gymnasiums in Neisse studierte er Katholische Theologie an der Universität Breslau und empfing am 2. Juli 1859 die Priesterweihe. Anschließend studierte er in Berlin und wurde am 9. August 1862 mit der Dissertation „De omscientiae notione qualis fuerit apud veteres et apud Cristianos usque ad medii aevi exitum“ zum Dr. phil. promoviert. Er war zunächst Gymnasial- und Religionslehrer am Königlich-katholischen Gymnasium in Glatz sowie stellvertretender Leiter des dortigen Konvikts. Im Jahr 1882 wurde er Pfarrer in Schmottseiffen und 1886 Pfarrer der Breslauer St.-Mauritius-Kirche.
Am 3. November 1888 wurde er zum Fürstbischöflichen Delegaten für Brandenburg und Pommern und Propst der St.-Hedwigs-Kathedrale und Ehrendomherr am Breslauer Dom ernannt. 1893 wurde er durch Papst Leo XIII. zum Apostolischen Protonotar berufen.

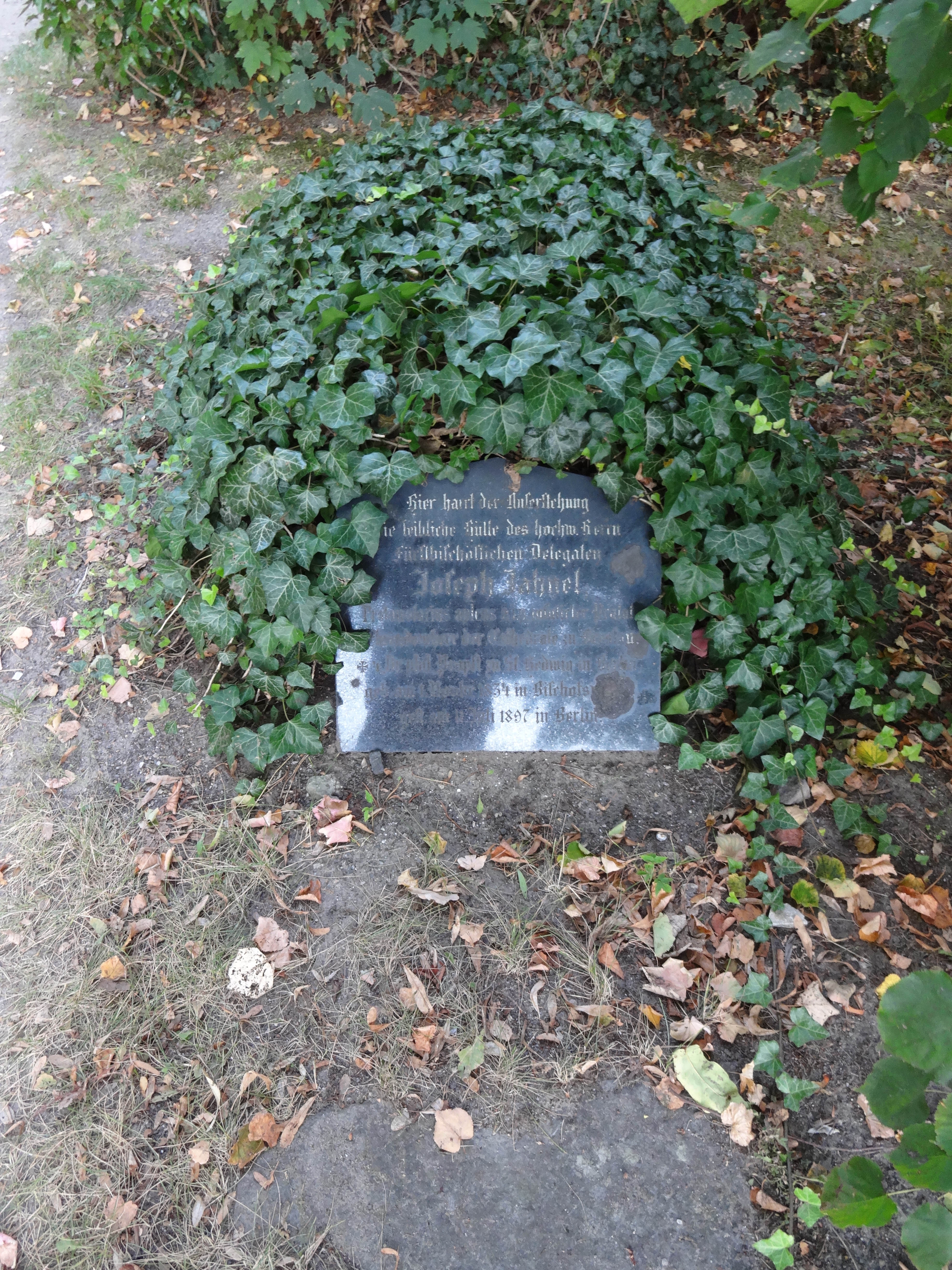
Grabstätte

Anfang 1897 erkrankte er an einer Nierenkrankheit. Nach erfolgloser Behandlung in Karlsbad kam er zurück nach Berlin, wo eine Operation durchgeführt wurde, die keinen Erfolg brachte. Am 11. Juli 1897 starb er. Am 16. Juli 1897 wurde ihm in der St.-Hedwigs-Kathedrale die Trauerfeier ausgerichtet. Das Requiem wurde vom Breslauer Weihbischof Hermann Gleich zelebriert. 50 Priester und mehrere tausend Menschen nahmen am Trauerzug teil. Propst Jahnel fand seine letzte Ruhestätte auf dem St.-Hedwig-Friedhof I an der Liesenstraße.

## Wirken
Joseph Jahnel galt als bedeutender Vertreter der Römisch-katholischen Kirche des 19. Jahrhunderts, insbesondere in Berlin. In der Zeit der Industriellen Revolution wuchs Berlin durch Zuzüge gerade aus dem katholischen Schlesien stark an. Das Bistum Berlin wurde erst 1930 gegründet, und die Berliner Katholiken bis dahin dem Bistum Breslau unterstellten Delegaturbezirk betreut. Jahnel erwarb sich Verdienste um die Kirchenentwicklung. Sein sozialpolitisches Engagement lebte er unter anderem im Vinzenzverein zu Berlin.
Dank seines Einsatzes stieg die Zahl der katholischen Vereine. Er galt als Wohltäter, da er die Mehrheit seiner Einkünfte für karitative Zwecke bestimmte, vor allem für Schulen.
Jahnel ließ zwischen 1888 und 1897 22 Kirchen errichten, darunter sieben in Berlin.

### Kirchenbauten (Auswahl)
- Ludwigskirche in Wilmersdorf[5]
- St. Paulus in Moabit
- St. Mauritius in Lichtenberg
- St. Matthias in Schöneberg
- Pfarrkirche Herz Jesu in Oranienburg[6]

## Schriften
- De conscientiae notione, qualis fuerit apud veteres et apud Christianos usque ad medii aevi exitum. Dissertation, Berlin 1862.
- Über den Begriff Gewissen in der griechischen Philosophie. Gymnasialprogramm, Glatz 1872.